# Terin-Mossi
Ne doit pas être confondu avec Terin-Peulh.
Terin-Mossi est une localité située dans le département de Pissila de la province du Sanmatenga dans la région Centre-Nord au Burkina Faso.

## Économie
L'activité du village est essentiellement agro-pastorale.

## Éducation et santé
Le centre de soins le plus proche de Terin-Mossi est le centre de santé et de promotion sociale (CSPS) de Pissila tandis que le centre hospitalier régional (CHR) se trouve à Kaya.